# 水島春花
水島 春花（みずしま はるか、1987年11月12日 - ）は、日本のAV女優。

## 略歴
2006年頃よりAV女優として活動。当初は主に「遊姫（ゆき）」の名前が使われた。
2007年中頃に「水島春花」へ改名。

## 出演作品

### アダルトビデオ

#### 遊姫 名義
2006年
- 街で見つけたE★girl（3月10日、プレステージ） ※「ゆき」名義
- 実録 女子校生 14（3月3日、なにわ書店） ※「美紀恵」名義
- Selfsnap* 21（3月17日、ゴーゴーズ） ※「yuki」名義
- 青山ED治療クリニック 私たちが貴方のインポ治します! （4月6日、アキノリ）…共演:笠木あやか、平井優、早乙女みなき、春うらら、一条美穂
- ポルチオエステサロン 3（4月8日、ベイビーエンターテイメント） ※「宮沢優紀」名義
- 腰を振る女 ver.3 〜秘書（4月30日、ゴリラプロジェクト）他出演:藤森かおり、川島れいこ
- 彼女のカノジョと* 07（5月26日、ゴーゴーズ）共演:小倉ゆみ
- TOKYO GAL'S（5月27日、オーロラプロジェクト）※「Yuki」名義
- ONLY★FUCK 7（5月30日、ゴリラプロジェクト）他出演:宝月ひかる、遠山若菜
- 下着・乳・女体図鑑 3 （5月31日、ティファコーポレーション）他出演:杉本美優、山本レナ、瞳れん、遠山明日香
- 快楽レズエステ（6月8日、アキノリ）共演:眞雪ゆん、大川怜 他出演:杉浦まな、片瀬渚、ゆうな
- 過激であぶない素人ギャルたち（6月10日、隼エージェンシー）他出演:海老名優、瀬名えみり、矢口奈々美、桑原衿子
- 洪水警報 びっちょまん（6月10日、クリスタル映像）他出演:名波ゆら、白瀬あいみ、星野なつ、常磐みどり、村田紀子
- 日替わり妻 1週間（6月24日、クリスタル映像）他出演:朝倉まりあ、成宮夏恋、白鳥るり、速水怜、桜木りん、藤沢理名
- 若妻のひわいな滴（6月28日、UNDERBAR）※「れいか」名義
- 我慢できない若妻たち 8（7月7日、若葉屋）※「ゆき」名義
- こだわりの手コキ 4時間SP 40人のハンドメイド（7月10日、隼エージェンシー）他39名出演
- 監禁悪戯玩具ファイル#09 ボクはキミにイタズラしたい（7月14日、ゴーゴーズ）
- 下宿したら男は僕一人ぼっちだった…。（7月20日、アキノリ）共演:松本亜璃沙、早乙女みなき、森下ゆりか、上杉あみ、岩佐ゆな、夢乃加奈、大塚桃、城山真珠、美咲初嶺、月嶋ななか、Maria
- 夏合宿 美的★スイマー 女子水泳部5人の合宿生活（8月4日、アキノリ）共演:Maria、蛯原みなみ、川島千愛、つゆの優
- オナニスト -第十四章-（8月10日、隼エージェンシー）他多数出演
- ナンパ強姦 ナンパされて無理やり犯された7人のギャル（8月10日、隼エージェンシー）他6名出演
- 愛しのフェラチーオ4 17人のザーメン中毒（9月10日、隼エージェンシー）他16名出演
- 近親強姦 5 私、お父さんに無理やり犯されました（9月10日、隼エージェンシー）他出演:深見ひなこ、葵あげは、朝比奈ハル、大石もえ、森野まりな、あいら、陽多まり
- 童貞バス旅行（9月21日、アキノリ）共演:杉本蝶、川島千愛、蛯原みなみ、つゆの優、北崎未来、名波ゆら、川瀬七夏、天海遥、舞乃るあ、瀬戸まゆか
- 集団痴女コギャル4 完全版（9月22日、ケイ・エム・プロデュース）共演:RION、小春、上村愛、熊川まき、芹沢つばさ、聖瑛麻、七瀬まゆみ、名波ゆら
- 天使の手帳 2（11月11日、オーロラ・プロジェクト）他出演:仲咲千春、坂本麻弥

2007年
- 悪徳エロ医師盗撮 ○○産婦人科 セクハラ診察 2（2月13日、カルマ）他出演:木下由衣、蛯原みなみ、姫村しずく、千葉悠梨、花山あおい、椎名めぐみ、坂本麻弥 ほか
- 女子校生「集団痴女」 2（3月19日、スタイルアート）共演:加瀬あゆむ、RIONA、蛯原みなみ、春うらら
- Juicy（4月13日、MOODYZ）他出演:日暮ほのか、蒼月ひかり
- COSTUME PLAY LESBIAN（5月15日、麒麟堂）共演:あいら
- 「尻」女子校生 2（5月19日、スタイルアート）共演:加瀬あゆむ、RIONA、春うらら、蛯原みなみ
- 女子校生の上履き（5月22日、ジャパン）共演:早乙女みなき、つゆの優、夏芽涼
- GIRLZ 4（5月30日、ゲインコーポレーション）※「YUKI」名義
- チャレンジ 初めてのレズフィスト（6月1日、ヒビノ）共演:北川未来、春うらら
- ふたなりレズ 8（6月15日、イマージュ）共演:憂木ルル
- カラーパンプスに蹴られたり、踏まれたり…（6月22日、ジャパン）共演:早乙女みなき、つゆの優、夏芽涼
- 夏のムレムレブーツ（6月22日、ジャパン）共演:早乙女みなき、つゆの優、夏芽涼
- 美少女の足の裏 Vol.3（6月22日、ジャパン）他出演:小林美沙、椎名りく、夏芽涼、川島千愛、米山麗奈、花桐まつり、川瀬七海
- とにかく中出し! 4時間 中出し12連発（7月13日、隼エージェンシー）他11名出演
- レッド突撃隊 街角おしゃれな素人娘に中出し47人（7月25日、レッド）他46名出演
- 美脚倶楽部（8月10日、麒麟堂）共演:あいら

#### 水島春花 名義
2007年
- コスプレドールズ VOL.20（9月7日、映天）
- 猥褻高校教師の女子校生進路指導室 隠し撮り 4時間目（9月8日、ラハイナ東海）他出演:藤本さおり、いつか、川村めい ほか
- 潜入ルポ! 逆ナンが盛んなコインランドリー（9月20日、Hunter）共演:秋本由香里
- むちピタ! スク水レオタ局部視姦! 女体くねらせ絶叫イカせ! （9月20日、ユープランニング）
- こともあろうに叔父ちゃんの指が私の中へ… 15（10月12日、東京音光）共演:神咲翔子
- 潮吹き女子校生10連発 19（12月7日、クリスタル映像）他出演:姫野りむ、松浦亜美、中野まみ、吉永あき、風見夕菜、霧島さつき、風谷音緒、三枝みのり、和久井みちる
- 産婦人科医師の女子校生性教育避妊治療（11月10日、ラハイナ東海）他多数出演
- ぶっとびフィストトランス（11月16日、レアル・ワークス）
- 子供を有名私立幼稚園に通わせているセレブな美人園児ママはどうすればラブホに連れ込めるのか? Part.2（11月24日、ラハイナ東海）他出演:麻生岬 ほか
- 患者を救う気のないど痴女ナース 男殺し言いなり逆レイプ（12月15日、ラハイナ東海）他出演:AKI ほか
- 痴女的猥褻リップ ベロフェラキスと舌射（12月15日、ラハイナ東海）他出演:藤本さおり、AKI、上野あんず ほか
- 魅惑のエステサロン 7（12月22日、ラハイナ東海）他出演:紅りんご、飯島くらら ほか

2008年
- 女子校生と童貞の格差社会 今日からアンタ、ウチらの家畜な!!（2月9日、ラハイナ東海）他出演:麻生岬 ほか
- 某研修医学会提供 ヤリ校生（裏）オイルマッサージ（2月16日、ラハイナ東海）他出演:AKI、千葉悠梨 ほか
- Worker and Lady OL・フリーターリアル中出し（2月22日、スカッド）他出演:山口紀香 ※「伊藤優香」名義
- 東京FUNKYギャル （3月28日、ピエロ）
- OL体罰 2（4月1日、中嶋興業）
- 女子校生 レズ万引き強姦 PART.1（4月12日、ラハイナ東海）他出演:持田茜 ほか
- 素人美少女援交一夜の過ち（4月16日、スターゲート） ※「さち」名義
- 恋妻 2（5月25日、フリー）
- 潮吹き女狩り（8月4日、ピエロ）他出演:一色あずさ、花野真衣

2009年
- イラマ＆ノーズ（10月1日、映天）他7名出演
- OL体罰スペシャル 陵辱オフィス（12月1日、中嶋興業）他出演:若槻せな、岬まゆか、琴吹さくら

2011年
- ひとつ屋根の下 肉親に辱められた美人姉妹（3月1日、エマニエル）他出演:綾瀬みさ、市川この葉、神咲翔子